# لینا پورانن
لینا پورانن (انگلیسی: Leena Puranen؛ زادهٔ ۱۸ اکتبر ۱۹۸۶) بازیکن فوتبال اهل فنلاند است.
از باشگاه‌هایی که در آن بازی کرده‌است می‌توان به باشگاه فوتبال کیف اوربرو دی‌اف‌اف اشاره کرد.
وی همچنین در تیم ملی فوتبال زنان فنلاند بازی کرده‌است.